# Abbey Road (calle)

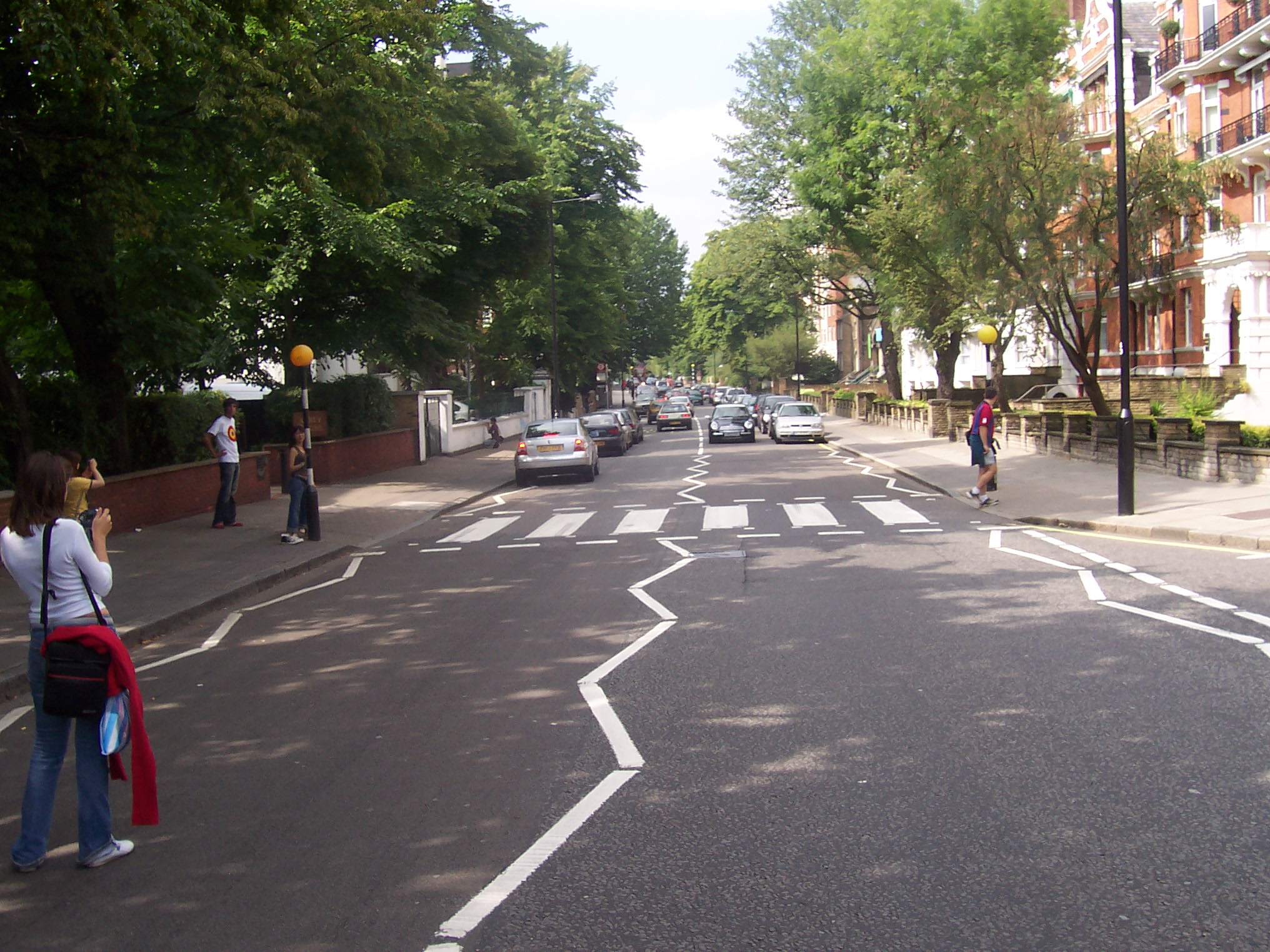

Abbey Road es una calle localizada en los municipios de Camden y Westminster en el distrito del Gran Londres, Inglaterra. Corre aproximadamente de noroeste a sureste a través del distrito de St John's Wood, cerca del Tito Lord's Cricket Ground. Forma parte de la carretera B507 y es conocida por ser la sede de los estudios de grabación Abbey Road Studios y por el álbum de The Beatles de 1969, Abbey Road.
El extremo noroeste de Abbey Road comienza en Kilburn, en el cruce de Quex Road y West End Lane. La calle debe su nombre al cercano priorato de Kilburn y la abadía asociada. Sigue al sureste por aproximadamente un kilómetro, atravesando Belsize Road, Boundary Road y Marlborough Place y termina en el cruce de las calles Grove End Road y Garden Road.
Los Abbey Road Studios están situados en el extremo sureste, en el número 3 de Abbey Road en St John's Wood. Además de The Beatles, muchos otros artistas famosos han grabado en este estudio como Pink Floyd, Jeff Beck, Radiohead y Oasis. The Beatles decidió llamar Abbey Road a su último LP de estudio, la fotografía de la portada del álbum muestra a los cuatro miembros del grupo cruzando el paso de cebra que está frente a la entrada del estudio. Como resultado de la estrecha relación con The Beatles, esta parte de la calle es destacada en el circuito de turismo de Londres; en diciembre de 2010, la English Heritage le concedió a la travesía el estatus de monumento clasificado.
A pesar de que la calle aún es transitada por vehículos, el paso de cebra se ha convertido en una zona popular para fotografías turísticas. La placa con el nombre de la calle fue colocada en lo alto del edificio de la esquina, para evitar a las autoridades los gastos de limpieza y sustitución de la placa, que con frecuencia era vandalizada o robada.